# James Quello

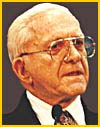
James Quello

James Henry Quello (* 21. April 1914 in Laurium, Michigan; † 24. Januar 2010 in Alexandria, Virginia) war ein US-amerikanischer Oberstleutnant der US Army, Rundfunkpionier und Regierungsbeamter, der unter anderem 1993 kommissarischer Vorsitzender der US-amerikanischen Bundeskommunikationsbehörde FCC (Federal Communications Commission) war.

## Leben
Quello absolvierte ein grundständiges Studium an der Michigan State University (MSU) und schloss dieses mit einem Bachelor of Arts (B. A.) ab. Während des Zweiten Weltkrieges diente er zwischen 1941 und 1945 in der US Army in Nordafrika, Italien, Frankreich und Deutschland. Er überlebte sechs amphibische Landungen und wurde zuletzt zum Oberstleutnant befördert. Nach Kriegsende arbeitete er zunächst von 1945 bis 1947 in der Werbeabteilung des Hörfunksenders WXYT und wechselte danach zum Konkurrenzsender WJR-AM und dessen Anstalt Goodwill Stations, Inc, deren Vizepräsident und Hauptgeschäftsführer er 1960 wurde. Nachdem Capital Cities Broadcasting WJR-AM übernommen hatte, war er bis 1972 Geschäftsführer für WJR sowie Vizepräsident von Capital Cities.
1974 berief US_Präsident Richard Nixon Quello zum Mitglied der US-amerikanischen Bundeskommunikationsbehörde FCC (Federal Communications Commission), der er bis 1997 angehörte. Am 5. Februar 1993 übernahm er von Alfred C. Sikes kommissarisch den Posten als Vorsitzender der FCC und bekleidete diese Funktion bis zum 28. November 1993, woraufhin Reed Hundt diese Funktion offiziell übernahm. Für seine Jahrzehntelangen Verdienste wurde er 1996 in die National Radio Hall of Fame aufgenommen, während die Michigan State University zu seiner und der Ehre seine Frau 1998 das James H. Quello and Mary B. Quello Center for Telecommunications Management and Law gründete. 
2001 wurde er Berater für öffentliche Politik der in Washington, D.C. ansässigen Anwaltskanzlei Wiley Rein und übte diese Tätigkeit bis zu seinem Tode aus. Ebenfalls 2001 erschien seine Autobiografie unter dem Titel My Wars: Surviving WWII and the FCC. Daneben engagierte er sich als Mitglied im Politischen Aktionskomitees Northern Lights, der Veteranenorganisation Veterans of Foreign Wars sowie der National Association of Broadcasters (NBA). Des Weiteren war er Mitglied des Exekutivausschusses der Pfadfinderbewegung Boy Scouts of America (BSA), Vorstandsmitglied des American Negro Emancipation Centennial  sowie Treuhänder des Michigan Veterans Trust Fund.
Quello wurde nach seinem Tode aufgrund von Herzproblemen auf dem Nationalfriedhof Arlington beigesetzt. Aus seiner vom 14. September 1937 bis Oktober 1999 dauernden Ehe mit Mary B. Quello gingen zwei Söhne hervor.

## Veröffentlichung
- My Wars: Surviving WWII and the FCC, 2001